# Major League Baseball Manager of the Year Award

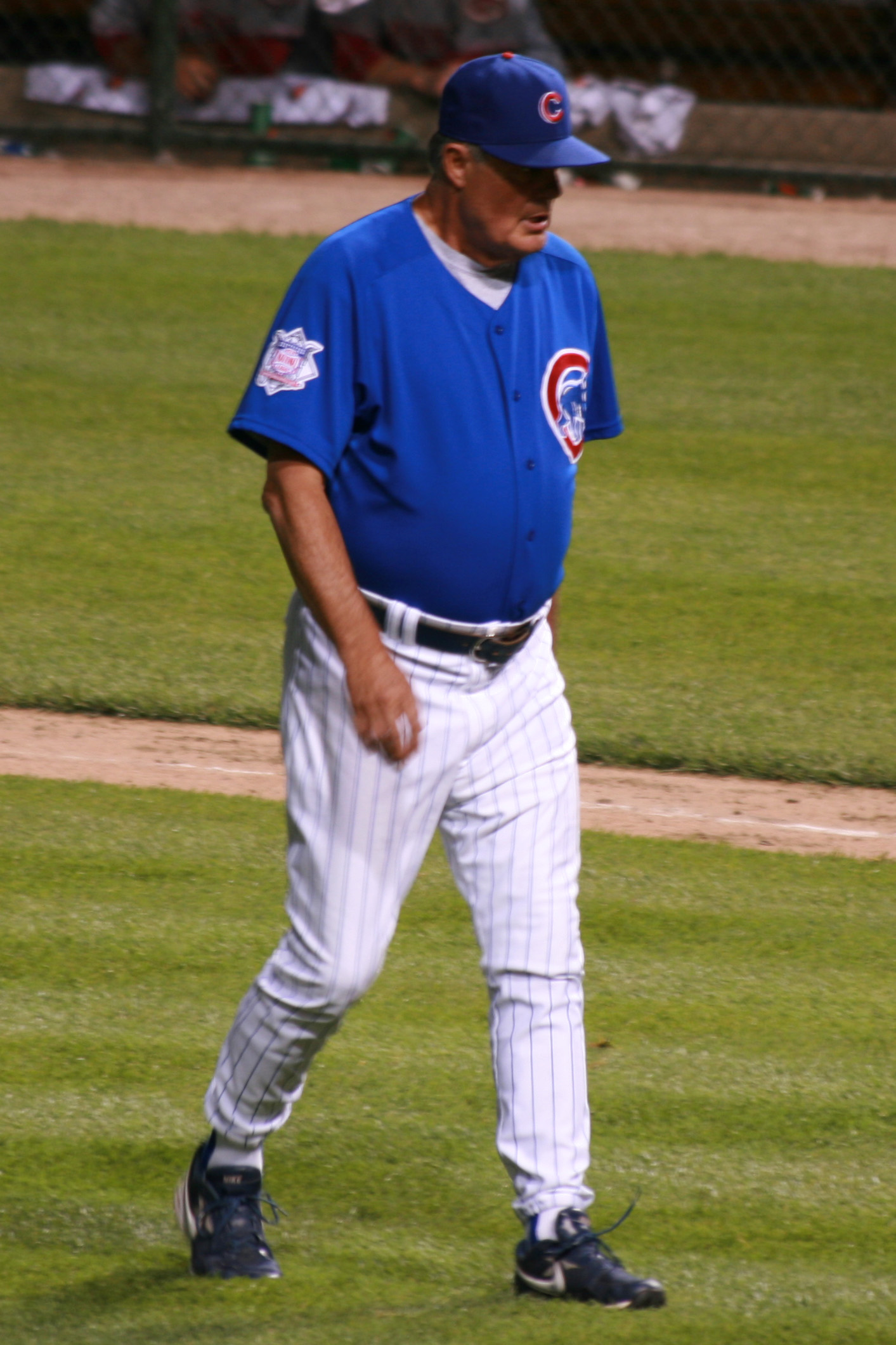
Lou Piniella menadżer roku w National League i dwukrotny w American League.

Major League Baseball Manager of the Year Award – nagroda nadawana corocznie od 1983 roku dla najlepszych menadżerów w American League (AL) i National League (NL). Zwycięzca zostaje wybrany przez 28 członków Baseball Writers Association of America (BBWAA), którzy głosują na trzech menadżerów. Za pierwsze miejsce przyznaje się pięć punktów, za drugie trzy, a za trzecie jeden. Kilku menadżerów zdobyło nagrodę po sezonie, w którym osiągnęli pułap co najmniej 100 zwycięstw. Lou Piniella poprowadził Seattle Mariners do 116 wygranych w 2001, a Joe Torre w 1998 New York Yankees do 114. Sparky Anderson i Tony La Russa uzyskali identyczny bilans 104–58 odpowiednio w 1984 i 1988. 
Trzech menadżerów z National League – Dusty Baker, Whitey Herzog i Larry Dierker – również osiągnęli pułap 100 zwycięstw. Baker z San Francisco Giants wygrał 103 mecze w 1993, Dierker z Houston Astros 102 w 1998, zaś Herzog z St. Louis Cardinals 101 w 1985.
W 1991 Bobby Cox został pierwszym menadżerem, który zdobył tę nagrodę w obydwu ligach. Prowadził wówczas Atlanta Braves, a wcześniej w 1985 Toronto Blue Jays. Kolejnymi, którzy powtórzyli osiągnięcie Coksa to La Russa, Piniella, Jim Leyland, Bob Melvin, Davey Johnson i Joe Maddon. 

## Zdobywcy nagrody

### American League

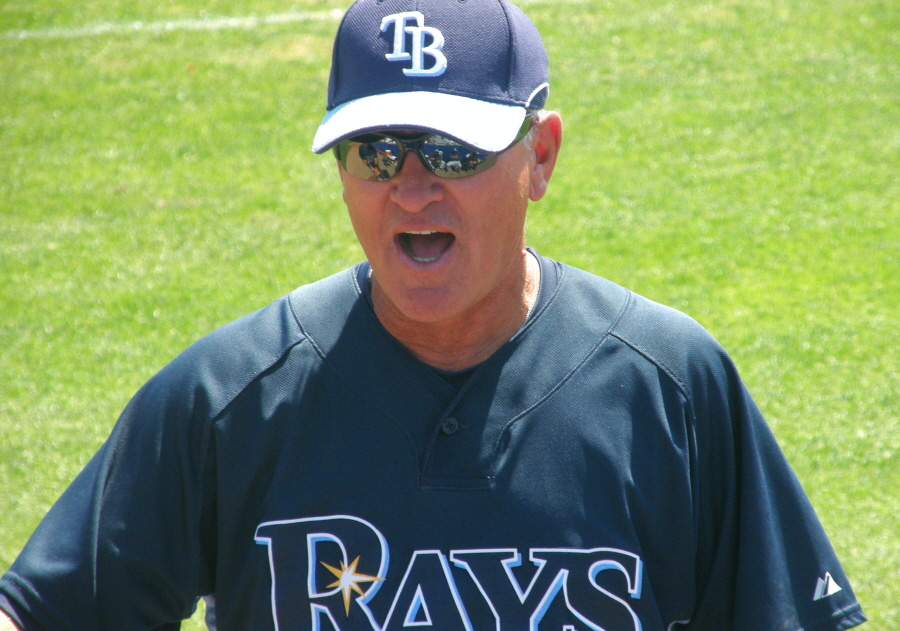
Joe Maddon – dwukrotny menadżer roku w AL (2008 i 2011), menadżer roku w NL (2015).

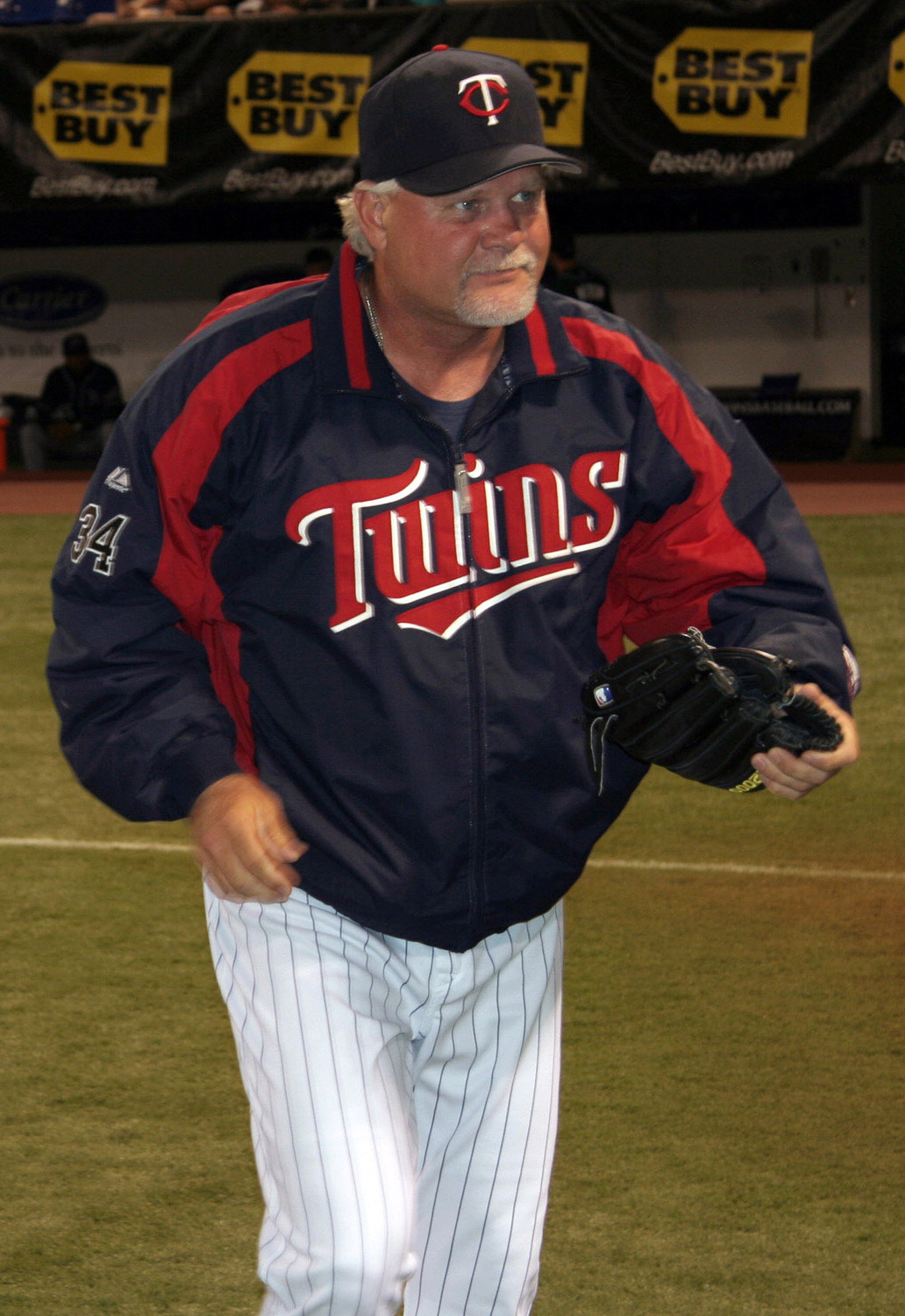
Ron Gardenhire – menadżer roku w AL (2010). Gardenhire zajmował w głosowaniu 2. miejsce pięciokrotnie, podobnie jak Tony La Russa.

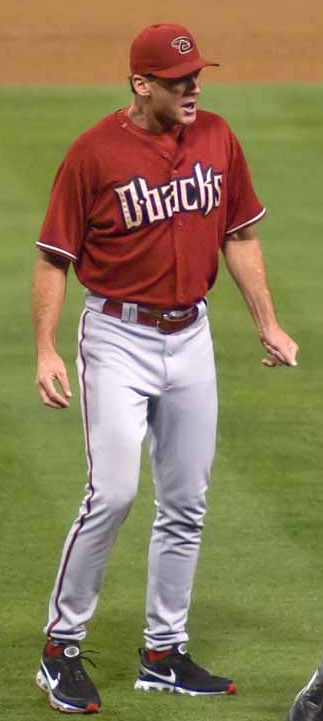
Bob Melvin – menadżer roku w NL (2007), menadżer roku w AL (2012).

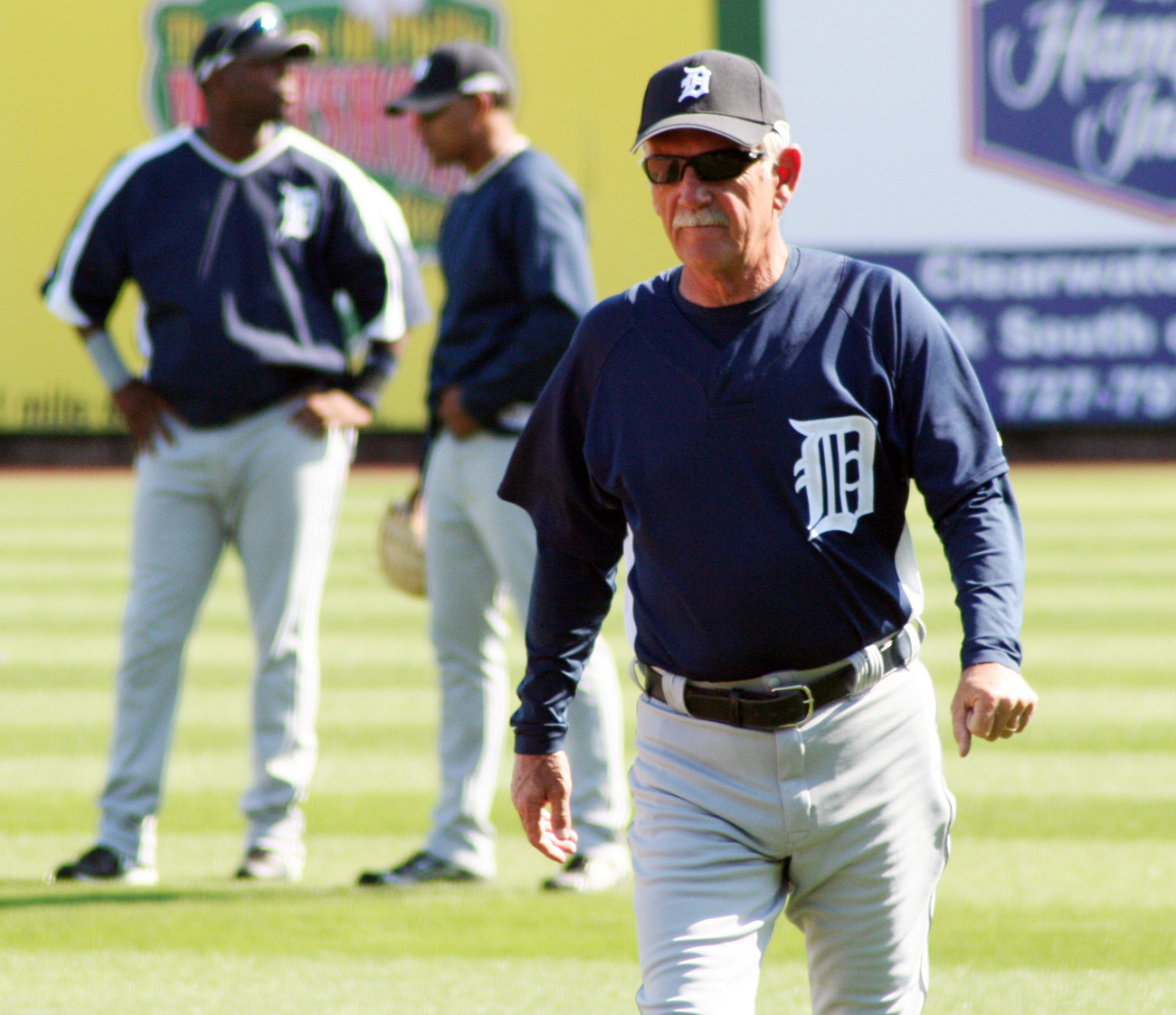
Jim Leyland – dwukrotny menadżer roku w NL (1990 i 1992), menadżer roku w AL (2006).

| Rok  | Menadżer              | Zespół             | Dywizja | Miejsce | Z–P    |
| ---- | --------------------- | ------------------ | ------- | ------- | ------ |
| 1983 | Tony La Russa (1) #   | Chicago White Sox  | West    | 1.      | 99–63  |
| 1984 | Sparky Anderson (1) # | Detroit Tigers     | East    | 1.      | 104–58 |
| 1985 | Bobby Cox (1) #       | Toronto Blue Jays  | East    | 1.      | 99–62  |
| 1986 | John McNamara         | Boston Red Sox     | East    | 1.      | 95–66  |
| 1987 | Sparky Anderson (2) # | Detroit Tigers     | East    | 1.      | 98–64  |
| 1988 | Tony La Russa (2) #   | Oakland Athletics  | West    | 1.      | 104–58 |
| 1989 | Frank Robinson #      | Baltimore Orioles  | East    | 2.      | 87–75  |
| 1990 | Jeff Torborg          | Chicago White Sox  | West    | 2.      | 94–68  |
| 1991 | Tom Kelly             | Minnesota Twins    | West    | 1.      | 95–67  |
| 1992 | Tony La Russa (3) #   | Oakland Athletics  | West    | 1.      | 96–66  |
| 1993 | Gene Lamont           | Chicago White Sox  | West    | 1.      | 94–68  |
| 1994 | Buck Showalter (1)    | New York Yankees   | East    | 1.      | 70–43  |
| 1995 | Lou Piniella (1)      | Seattle Mariners   | West    | 1.      | 79–66  |
| 1996 | Johnny Oates          | Texas Rangers      | West    | 1.      | 90–72  |
| 1996 | Joe Torre #           | New York Yankees   | East    | 1.      | 92–70  |
| 1997 | Davey Johnson (1)     | Baltimore Orioles  | East    | 1.      | 98–64  |
| 1998 | Joe Torre (2) #       | New York Yankees   | East    | 1.      | 114–48 |
| 1999 | Jimy Williams         | Boston Red Sox     | East    | 2.      | 94–68  |
| 2000 | Jerry Manuel          | Chicago White Sox  | Central | 1.      | 95–67  |
| 2001 | Lou Piniella (2)      | Seattle Mariners   | West    | 1.      | 116–46 |
| 2002 | Mike Scioscia         | Anaheim Angels     | West    | 2.      | 99–63  |
| 2003 | Tony Peña             | Kansas City Royals | Central | 3.      | 83–79  |
| 2004 | Buck Showalter (2)    | Texas Rangers      | West    | 3.      | 89–73  |
| 2005 | Ozzie Guillén         | Chicago White Sox  | Central | 1.      | 99–63  |
| 2006 | Jim Leyland (3)       | Detroit Tigers     | Central | 2.      | 95–67  |
| 2007 | Eric Wedge            | Cleveland Indians  | Central | 1.      | 96–66  |
| 2008 | Joe Maddon (1)        | Tampa Bay Rays     | East    | 1.      | 97–65  |
| 2009 | Mike Scioscia (2)     | Los Angeles Angels | West    | 1.      | 97–65  |
| 2010 | Ron Gardenhire        | Minnesota Twins    | Central | 1.      | 94–68  |
| 2011 | Joe Maddon (2)        | Tampa Bay Rays     | East    | 2.      | 91–71  |
| 2012 | Bob Melvin (2)        | Oakland Athletics  | West    | 1.      | 94–68  |
| 2013 | Terry Francona        | Cleveland Indians  | Central | 2.      | 92–70  |
| 2014 | Buck Showalter (3)    | Baltimore Orioles  | East    | 1.      | 96–66  |
| 2015 | Jeff Banister         | Texas Rangers      | West    | 1.      | 88–74  |
| 2016 | Terry Francona (2)    | Cleveland Indians  | Central | 1.      | 94–67  |
| 2017 | Paul Molitor          | Minnesota Twins    | Central | 2.      | 85–77  |
| 2018 | Bob Melvin            | Oakland Athletics  | West    | 2.      | 97–65  |
| 2018 | Rocco Baldelli        | Minnesota Twins    | Central | 1.      | 101–61 |

## National League
| Rok  | Menadżer            | Zespół                | Dywizja | Miejsce | Z–P    |
| ---- | ------------------- | --------------------- | ------- | ------- | ------ |
| 1983 | Tommy Lasorda (1) # | Los Angeles Dodgers   | West    | 1.      | 91–71  |
| 1984 | Jim Frey            | Chicago Cubs          | East    | 1.      | 96–65  |
| 1985 | Whitey Herzog #     | St. Louis Cardinals   | East    | 1.      | 101–61 |
| 1986 | Hal Lanier          | Houston Astros        | West    | 1.      | 96–66  |
| 1987 | Buck Rodgers        | Montreal Expos        | East    | 3.      | 91–71  |
| 1988 | Tommy Lasorda (2) # | Los Angeles Dodgers   | West    | 1.      | 94–67  |
| 1989 | Don Zimmer          | Chicago Cubs          | East    | 1.      | 93–69  |
| 1990 | Jim Leyland (1)     | Pittsburgh Pirates    | East    | 1.      | 95–67  |
| 1991 | Bobby Cox (2) #     | Atlanta Braves        | West    | 1.      | 94–68  |
| 1992 | Jim Leyland (2)     | Pittsburgh Pirates    | East    | 1.      | 96–66  |
| 1993 | Dusty Baker (1)     | San Francisco Giants  | West    | 2.      | 103–59 |
| 1994 | Felipe Alou         | Montreal Expos        | East    | 1.      | 74–40  |
| 1995 | Don Baylor          | Colorado Rockies      | West    | 2.      | 77–67  |
| 1996 | Bruce Bochy         | San Diego Padres      | West    | 1.      | 91–71  |
| 1997 | Dusty Baker (2)     | San Francisco Giants  | West    | 1.      | 90–72  |
| 1998 | Larry Dierker       | Houston Astros        | Central | 1.      | 102–60 |
| 1999 | Jack McKeon (1)     | Cincinnati Reds       | Central | 2.      | 96–67  |
| 2000 | Dusty Baker (3)     | San Francisco Giants  | West    | 1.      | 97–65  |
| 2001 | Larry Bowa          | Philadelphia Phillies | East    | 2.      | 86–76  |
| 2002 | Tony La Russa (4) # | St. Louis Cardinals   | Central | 1.      | 97–65  |
| 2003 | Jack McKeon (2)     | Florida Marlins       | East    | 2.      | 75–49  |
| 2004 | Bobby Cox (3) #     | Atlanta Braves        | East    | 1.      | 96–66  |
| 2005 | Bobby Cox (4) #     | Atlanta Braves        | East    | 1.      | 90–72  |
| 2006 | Joe Girardi         | Florida Marlins       | East    | 4.      | 78–84  |
| 2007 | Bob Melvin (1)      | Arizona Diamondbacks  | West    | 1.      | 90–72  |
| 2008 | Lou Piniella (3)    | Chicago Cubs          | Central | 1.      | 97–64  |
| 2009 | Jim Tracy           | Colorado Rockies      | West    | 2.      | 92–70  |
| 2010 | Bud Black           | San Diego Padres      | West    | 2.      | 90–72  |
| 2011 | Kirk Gibson         | Arizona Diamondbacks  | West    | 1.      | 94–68  |
| 2012 | Davey Johnson (2)   | Washington Nationals  | East    | 1.      | 98–64  |
| 2013 | Clint Hurdle        | Pittsburgh Pirates    | Central | 2.      | 94–68  |
| 2014 | Matt Williams       | Washington Nationals  | East    | 1.      | 96–66  |
| 2015 | Joe Maddon (3)      | Chicago Cubs          | Central | 3.      | 97–65  |
| 2016 | Dave Roberts        | Los Angeles Dodgers   | West    | 1.      | 91–71  |
| 2017 | Torey Lovullo       | Arizona Diamondbacks  | West    | 2.      | 93–69  |
| 2018 | Brian Snitker       | Atlanta Braves        | East    | 1.      | 90–72  |
| 2018 | Mike Shildt         | St. Louis Cardinals   | Central | 1.      | 91–71  |

### Legenda
| #   | Członek Baseball Hall of Fame |
| (X) | Wybór ponowny                 |
| Z–P | Zwycięstwa–porażki            |